# Altmann di Passavia
Altmann di Passavia (1015  circa – Zeiselmauer, 8 agosto 1091) è stato un vescovo tedesco. Viene venerato come santo dalla Chiesa cattolica.
Fu il fondatore della Confederazione dei Canonici Regolari di Sant'Agostino, dell'abbazia di Göttweig e fu vescovo di Passavia.

## Biografia
Nato tra il 1013 ed il 1020, proveniva da una nobile famiglia sassone, frequentò la scuola del duomo di Paderborn, della quale divenne successivamente rettore.
Fu prevosto ad Aquisgrana, cappellano di corte dell'imperatore Enrico III e canonico a Goslar.
Nel 1065 divenne vescovo di Passavia ed iniziò il suo episcopato con una riforma del clero. Egli fondò il monastero di San Nicola dei Canonici Regolari di Sant'Agostino a Passavia nel 1070 e l'abbazia di Göttweig, nella Bassa Austria, nel 1083. Quest'ultima fu trasformata nel 1094 in un monastero benedettino.
Egli riformò l'abbazia di San Floriano, quella di Kremsmünster, quella di Melk e quella di St. Pölten (ora cattedrale) e vi fece costruire chiese in pietra.
Nel 1074 egli annunciò il decreto riformatore di papa Gregorio VI. Nella lotta per le investiture egli si schierò dalla parte di papa Gregorio VI e nel 1076, come il vescovo di Salisburgo Gebeardo non prese parte all'assemblea di Worms ed appoggiò l'anti-re Rodolfo di Svevia. Egli fu cacciato da Passavia dai sostenitori di Enrico IV, che devastarono la città fra il 1077 ed il 1078. I diritti di signoria sulla città di Passavia andarono perduti ed il re li concesse al borgomastro della città, Ulrico di Passavia, ma essi tornarono ai vescovi dopo la morte, nel 1099, di Ulrico.
Altmann prese parte a Roma ai sinodi del 1079 e del 1080. Divenne Vicario apostolico per la Germania e trasse dalla parte pontificia il margravio Leopoldo II di Babenberg. Nel 1085 fu deposto dalla cattedra episcopale di Passavia dall'imperatore, il quale scelse Ermanno di Eppenstein, e si sistemò prevalentemente nel territorio controllato dai Babenberg.
Alla sua morte fu sepolto nell'abbazia di Göttweig e fu successivamente venerato come santo, sebbene non vi sia stata una canonizzazione ufficiale, ed è ricordato l'8 agosto.